# Cláudia Maria de Vasconcellos
Cláudia Maria de Vasconcellos (São Paulo, 9 de setembro de 1966)[carece de fontes?] é uma escritora e dramaturga infanto-juvenil brasileira, ensaísta e professora de teoria literária e literatura comparada na Universidade de São Paulo.

## Biografia
Formada em Filosofia pela Universidade de São Paulo. Tem mestrado em Filosofia, doutorado e pós-doutorado em Letras e Educação pela mesma universidade. Seus objetos de pesquisa são o filósofo Michel de Montaigne, o escritor Samuel Beckett e a filósofa Hannah Arendt. Em 2017, recebeu prêmio da Biblioteca Nacional por seu livro Samuel Beckett e seus duplos: espelhos, abismos e outras vertigens literárias (Iluminuras) resultado de pesquisa acadêmica.
Estreou como autora teatral com a peça infantil Inventa-Desinventa em 1994 em São Paulo.[carece de fontes?] Em 2001 recebeu o prêmio do MinC (Ministério da Cultura) como melhor autora e obra cômica pela peça As roupas do rei.[carece de fontes?] Destacam-se ainda em sua obra dramática infantil: Assembleia dos bichos (2005), O tesouro de Balacobaco (2007), Desigual (2018) e As Formidáveis (2019). Seus textos e as montagens de seus textos infantis foram consagrados com prêmios como APCA, PANAMCO, Coca-Cola FEMSA e FEMSA.
Compositora bissexta, assina a trilha de As roupas do rei, cujas partituras encontram-se publicadas junto com a obra. Foi também parceira de Dr Morris nas peças Assembleia dos bichos e O tesouro de Balacobaco; e da musicista Natalia Mallo, com as letras das canções de As Formidáveis.[carece de fontes?]
Autora também dos livros infanto-juvenis Bravíssimo (Iluminuras, 2018), Menina também joga futebol (Iluminuras, 2014), O tesouro de Balacobaco (Companhia das Letrinhas, 2015), A fome do lobo (Iluminuras, 2012), O cigano e o gigante (Prumo, 2010), As histórias de Marina (Global, 2008), As roupas do rei seguida de Inventa-desinventa (SM, 2007) e Uma história da China (Nova Alexandria, 2005). Tem parceria em sua obra com os ilustradores Odilon Moraes e Eder Cardoso.[carece de fontes?]
No teatro adulto, atuou como dramaturgista junto à Cia Bendita Trupe nas montagens de Miserê Bandalha (2006) e Estrada (2007). É autora das peças As mais fortes (2002), Lágrima de vidro (2003) e Cata-Dores (2007) dirigidas por Jairo Matos.[carece de fontes?] Em 2011 escreveu e dirigiu o texto As cegas.[carece de fontes?] Em 2013 foi assistente do diretor Rubens Rusche, na montagem de Oh os belos dias, de Samuel Beckett.[carece de fontes?]

## Teatro

### Peças infantis encenadas
| Ano       | Título                                | Direção                                                       | Nota                       |
| --------- | ------------------------------------- | ------------------------------------------------------------- | -------------------------- |
| 1994-1995 | Inventa-Desinventa[carece de fontes?] | Ana Portich                                                   |                            |
| 2002      | As Roupas do Rei                      | Cris Lozano                                                   |                            |
| 2004      | Inventa-Desinventa[carece de fontes?] | Juca Rodrigues                                                |                            |
| 2005      | Assembleia dos Bichos                 | Cia. Bendita Trupe                                            |                            |
| 2007      | O Tesouro do Balacobaco               | Cia. Bendita Trupe                                            |                            |
| 2009      | Espiral do Tempo                      | processo colaborativo com a Cia. Bendita Trupe, Sesi Paulista |                            |
| 2012-2014 | As Roupas do Rei[carece de fontes?]   | com o Grupo Galpão das Artes de Limoeiro, Pernambuco          |                            |
| 2016      | Inventa-Desinventa[carece de fontes?] | Osvaldo Rosa                                                  | Indicada ao Prêmio Braskem |
| 2018      | Desigual[carece de fontes?]           | Jairo Mattos                                                  |                            |
| 2019      | As Formidáveis[carece de fontes?]     | Neca Zarvos e Priscila Jorge                                  |                            |

### Peças adultas encenadas
| Ano  | Título                                      | Direção                                                          |
| ---- | ------------------------------------------- | ---------------------------------------------------------------- |
| 2001 | A Rosa do Asfalto[carece de fontes?]        | libreto da Pockett-Ópera do compositor Laércio Resende           |
| 2002 | As Mais Fortes[carece de fontes?]           | Jairo Mattos                                                     |
| 2006 | Miserê Bandalha                             | em processo colaborativo com a Cia. Bendita Trupe                |
| 2006 | Estrada                                     | adaptação de La Strada de Fellini, direção de Johana Albuquerque |
| 2007 | Lágrima de Vidro[carece de fontes?]         | Jairo Mattos                                                     |
| 2007 | Merda (peça de 1 minuto)[carece de fontes?] | Gustavo Machado                                                  |
| 2011 | As Cegas                                    | Cláudia Maria de Vasconcellos                                    |
| 2011 | Tryst[carece de fontes?]                    | Marcus Paulo Tavares                                             |
| 2011 | Cata-Dores[carece de fontes?]               | Jairo Mattos                                                     |

## Livros

### Obras infantis publicadas
| Ano  | Título                                                                          | Editora              |
| ---- | ------------------------------------------------------------------------------- | -------------------- |
| 2005 | Uma História da China                                                           | Nova Alexandria      |
| 2007 | As Roupas do Rei – seguida de Inventa-Desinventa                                | SM                   |
| 2008 | As Histórias de Marina                                                          | Global               |
| 2010 | O Cigano e o Gigante[carece de fontes?]                                         | Prumo                |
| 2012 | A Fome do Lobo                                                                  | Iluminuras           |
| 2012 | Terquídea e a Flor da Vida, em parceria com Christian Scherf[carece de fontes?] | Master Books         |
| 2014 | Menina Também Joga Futebol                                                      | Iluminuras           |
| 2015 | O Tesouro do Balacobaco                                                         | Companhia das Letras |
| 2017 | Bravíssimo                                                                      | Iluminuras           |

### Obras de ficção adulta publicadas
| Ano  | Título                                                                                     | Editora                                 |
| ---- | ------------------------------------------------------------------------------------------ | --------------------------------------- |
| 2001 | Quando a Noite Cai (conto), in CULT[carece de fontes?]                                     | Revista Brasileira de Literatura, 43    |
| 2006 | Sonho (prosa poética), in RAPSÓDIA[carece de fontes?]                                      | Almanaque de Filosofia e Arte nº 3, USP |
| 2007 | A Mulher no Escuro (peças e contos)                                                        | Ateliê Editorial                        |
| 2009 | Fragmento de um Naufrágio (peça de teatro) in Dramamix (vários autores)[carece de fontes?] | Imprensa Oficial                        |

### Obras teóricas e prefácios
| Ano  | Título | Editora           |
| ---- | --- | ----------------- |
| 2000 | Prefácio para Os Ensaios de Michel de Montaigne[carece de fontes?]                                            | Martins Fontes    |
| 2005 | "Educação Segundo as Abelhas", prefácio para Educação das Crianças, de Michel de Montaigne[carece de fontes?] | Martins Fontes    |
| 2012 | Teatro Inferno: Samuel Beckett                                                                                | Terracota Editora |
| 2017 | Samuel Beckett e Seus Duplos: Espelhos, Abismos e Outras Vertigens Literárias                                 | Iluminuras        |
| 2018 | "As Coisas Que Estão no Mundo" Posfácio para Recusa do Não-Lugar, de Juliano Garcia Pessanha                  | Ubu               |

## Prêmios e indicações
| Ano  | Premiação | Categoria        | Trabalho                                                                            | Resultado |
| ---- | --- | ---------------- | ----------------------------------------------------------------------------------- | --------- |
| 2001 | II Concurso Nacional de Textos Teatrais Inéditos promovido pelo MinC[carece de fontes?]                         | Destaque-Comédia | texto infantil As Roupas do Rei                                                     | Venceu    |
| 2001 | II Concurso Nacional de Textos Teatrais Inéditos promovido pelo MinC[carece de fontes?]                         |                  | texto infantil As Roupas do Rei                                                     | Venceu    |
| 2002 | Concurso Nacional da Dramaturgia promovida pela Secretaria da Cultura do Estado de São Paulo[carece de fontes?] |                  | peça infantil Uma Istória da China                                                  | 3º lugar  |
| 2002 | Prêmio PANAMCO[carece de fontes?]                                                                               | Melhor Autora    | peça As Roupas do Rei                                                               | Indicada  |
| 2005 | Prêmio Coca-Cola Femsa[carece de fontes?]                                                                       | Melhor Autora    | texto infantil Assembleia dos Bichos                                                | Venceu    |
| 2007 | Prêmio Femsa[carece de fontes?]                                                                                 | Melhor Autora    | peça infantil O Tesouro do Balacobaco                                               | Venceu    |
| 2013 | Catálogo The White Ravens, na feira de Bologna[carece de fontes?]                                               |                  | A Fome do Lobo                                                                      | Destaque  |
| 2014 | Prêmio Brasília de Literatura[carece de fontes?]                                                                |                  | A Fome do Lobo                                                                      | 2º lugar  |
| 2015 | 11º Prêmio Barco a Vapor de Literatura Infanto-Juvenil das Edições SM                                           |                  | texto Bravíssimo                                                                    | Finalista |
| 2017 | Prêmio Biblioteca Nacional                                                                                      |                  | livro Samuel Beckett e Seus Duplos: Espelhos, Abismos e Outras Vertigens Literárias | Venceu    |